# Paolo Colleoni

Stemma Colleoni

Paolo Colleoni (1350 circa – Trezzo sull'Adda, 1406 circa) signore di Trezzo e padre del famoso condottiero Bartolomeo Colleoni.

## Biografia
Paolo Colleoni, detto anche Puho, era figlio di Guidotus de' Collionibus di Caviata. Nacque verso la metà del XIV secolo, sposato con Riccadonna de' Valvassori da Medolago, ebbe sicuramente almeno tre figli: Bartolomeo, poi famoso condottiero, Antonio di cui si hanno poche notizie e Caterina, nati nel castello di Solza. Divenne signore di Trezzo conquistandone il castello, nonché importante esponente guelfo del territorio bergamasco e milanese.

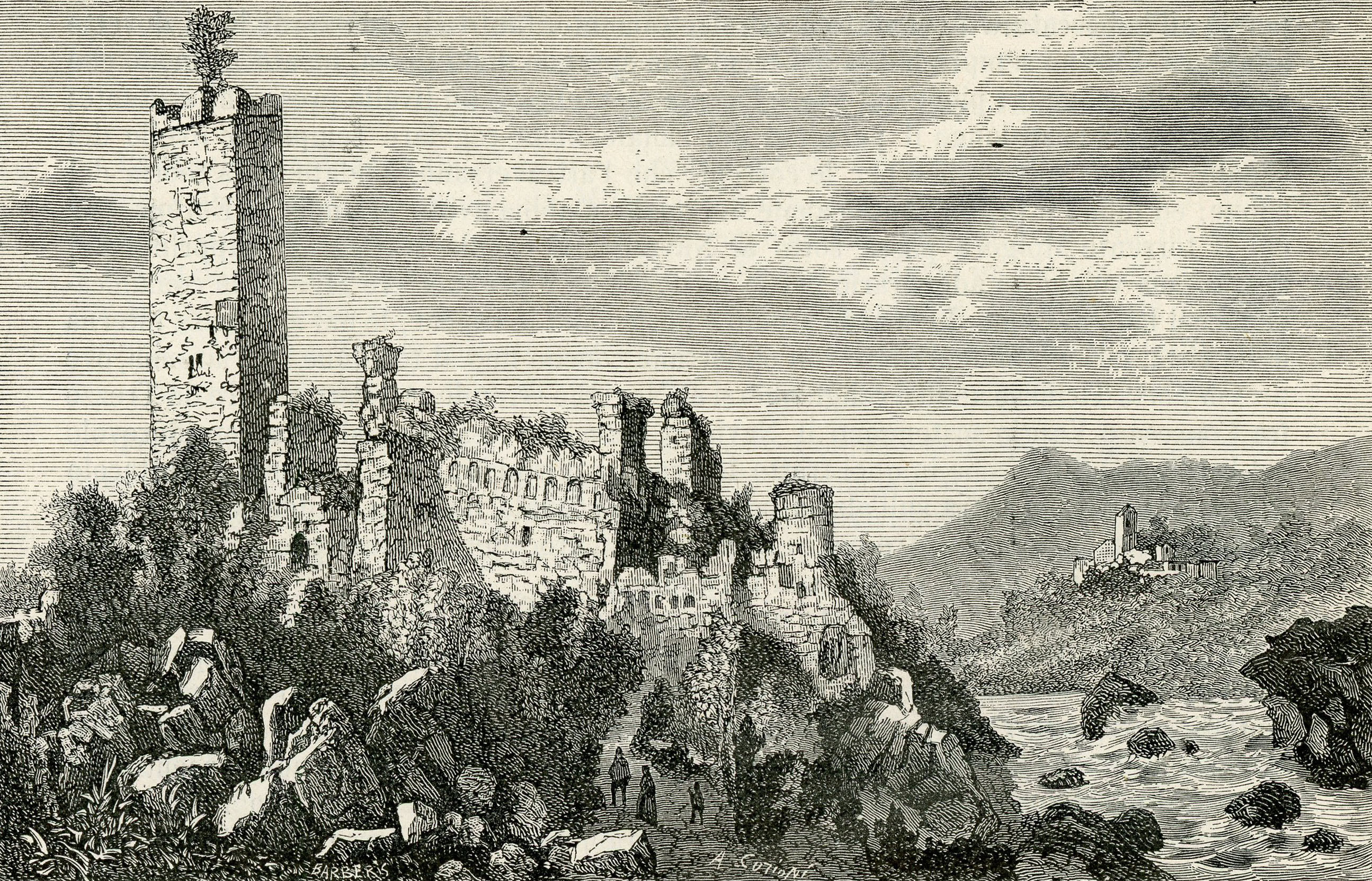
Trezzo sull'Adda avanzi dell'antico castello

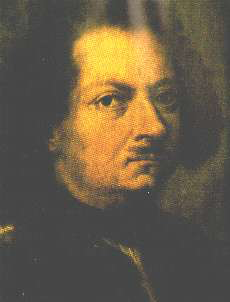
Facino Cane

Discendeva della nobile antica famiglia bergamasca di origine longobarda dei Colleoni che durante i lunghi anni delle lotte tra guelfi e ghibellini, non sempre si schierò apertamente, ma che si mise contro l'occupazione viscontea nel 1314 con Galeazzo Colleoni che si unì a Giorgio Del Zoppo e a un esponente della famiglia Rivola per fermare la conquista di Matteo Visconti della città di Bergamo ponendosi contro la famiglia Suardi.
Dopo la morte di Gian Galeazzo Visconti avvenuta improvvisamente nel 1402, si creò tra gli eredi confusione e disordini, dando occasione agli esponenti guelfi lombardi di occupare e conquistare molti territori della Lombardia, tra questi i Colleoni nella figura di Paolo e del fratello Pietro che divennero tra i personaggi predominanti durante gli sconti per la conquista delle proprietà viscontee.
Anche Pandolfo Malatesta approfittò del complesso periodo storico per impossessarsi dei territori di Brescia, e poi tentò l'occupazione del territorio bergamasco. Il 18 aprile 1404 il Malatesta entrò nel castello di Trezzo sull'Adda occupandolo.. Il castello era circondato su tre lati dal fiume Adda ed era accessibile solo dal ponte costruito da Bernabò Visconti che, se ben controllato, rendeva il maniero inespugnabile. Il ponte inoltre era un importante collegamento con le città di Milano e Bergamo e Brescia. Nell'ottobre del medesimo anno i prigionieri tenuti rinchiusi nella fortezza, crearono una rivolta, proprio mentre il Malatesta era lontano ad affrontare una battaglia contro Facino Cane per la conquista di Milano, battaglia che perse dovendo retrocedere fino a Pieve di Incino nascondendosi nel castello d'Erba che fu posto sotto assedio.
In questo contesto Paolo Colleoni con il fratello Pietro e il cugino Giovanni figlio di Guardinus de' Collionibus conquistò il castello di Trezzo. La vicenda venne raccontata da un testimone del tempo. Pare che il castello fosse controllato da un certo Zanotto Salimbene piacentino con il nipote Ottobono, ma che si trovavano in difficoltà a causa della rivolta dei prigionieri che si era sviluppata nel castello e che non riuscivano a sedare essendo i rivoltosi molto numerosi, non vi erano inoltre forze ghibelline che potessero chiamare a rinforzo. I due fratelli il 25 ottobre 1404, a capo di una cinquantina di soldati scalarono le mura del castello occupandolo, imperversando nel giugno dell'anno successivo anche nei territori limitrofi a caccia di ghibellini e di capi di bestiame da portare nel maniero. Serve però ricordare che in quel periodo la contrapposizione tra i guelfi, come i Colleoni, e ghibellini con i Visconti e i Suardi, creava continui scontri con devastanti atti sia da parte di una fazione che da quella opposta.

Questa vicenda viene raccontata anche in modo più romanzato: i due fratelli riuscirono a entrare nel maniero travestiti da trasportatori di vino che era stato comandato dallo Zanotto.
Il 12 agosto 1405, il Colleoni con trecento soldati conquistò il castello di Suisio di Taddeo Poma, liberando le donne, ma proseguendo con scorribande su tutto il territorio, bruciando proprietà e uccidendo i suoi occupanti. Fu Facino Cane a intervenire mettendo sotto assedio il castello di Trezzo con seicento uomini e cavalli, mentre all'interno del castello Paolo poteva contare su duecento soldati e cavalli ma più di mille persone. Ma l'assedio mise in difficoltà la sopravvivenza con la mancanza di beni alimentari. 

Il 9 novembre nel castello si trovarono il Colleoni, con il fratello e i cugini, con il Facino e Francesco Visconti, dove firmarono una tregua di tre mesi. Tregua notificata con un documento inviato alla comunità di Bergamo, ma che non durò perché l'11 dicembre i Colleoni attaccarono il castello di Boltiere che era in mano ai ghibellini.
Malgrado siano poche le testimonianze sulla morte di Paolo Colleoni, anche se il figlio Bartolomeo più volte citò la fine tragica del padre, pare che sia stato assassinato dai suoi stessi famigliari nel castello di Trezzo, mentre stava giocando una partita a dama. Furono i suoi cugini, Paolo, e Giovanni figli di Guardino a ucciderlo con cui pur partecipando alle medesime battaglie vi era sempre una forma di rivalità, facendo prigioniera la moglie. La data non è certa, potrebbe essere tra il 1406 e il 1411, mentre la moglie Riccadonna pare che fu liberata l'anno successivo e tornata a Solza avrebbe cresciuto i suoi tre figli in grave indigenza; fosse era ancora in vita almeno fino al 1420.